# Amphineurus hastatus
Amphineurus hastatus là một loài ruồi trong họ Limoniidae. Chúng phân bố ở miền Australasia.